# Gömböc

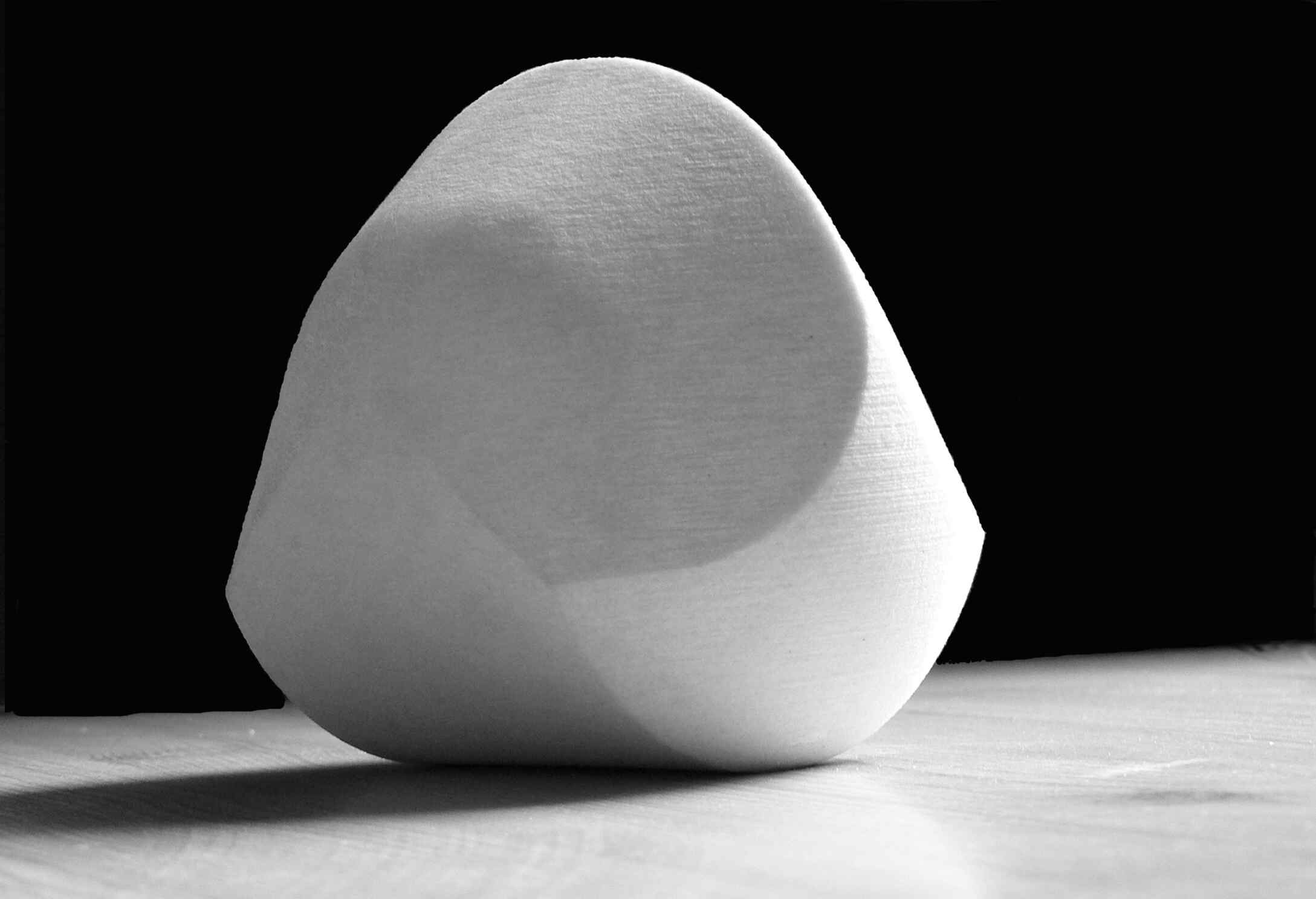
Gömböc in stabiler Gleichgewichtslage, die labile ist die auf der Spitze stehende

Ein Gömböc [ˈɡœmbœts] ist ein dreidimensionaler Körper mit nur einer stabilen und nur einer labilen Gleichgewichtslage („mono-monostatisch“), der 2006 von den ungarischen Mathematikern Gábor Domokos und Péter Várkonyi entdeckt wurde. Er ähnelt in seiner Form einem abgerundeten Faustkeil.
Ähnlich wie ein Stehaufmännchen kehrt der Gömböc immer wieder in seine stabile Gleichgewichtslage zurück. Im Gegensatz zum Stehaufmännchen, bei dem ein Zusatzgewicht im kugelförmigen Unterteil den Schwerpunkt verschiebt, ist der Gömböc ein konvexer Körper mit homogener (gleichmäßiger) Dichte, der allein durch seine Form in seine Ausgangslage zurückkehrt.

## Namensherkunft
Die Bezeichnung Gömböc leitet sich aufgrund seiner ähnlichen Form vom ungarischen Wort gömb für Kugel ab.
Zudem hat das ungarische Wort gömböc einerseits die Bedeutung von „Presswurst“, steht aber auch für „Knödel“ oder umgangssprachlich für „Dickerchen“.

## Eigenschaften
Ein Gömböc weist folgende Eigenschaften auf:
- Konvexität: Für jeweils zwei Punkte des Objekts sind auch alle Punkte dazwischen Teil des Objekts.
- Homogenene Dichte: Das Objekt hat überall die gleiche Dichte.
- 2 Gleichgewichtspunkte: Das Objekt hat zwei Positionen, von denen es sich nicht bewegt, wenn es auf einer Ebene in einem homogenen Gravitationsfeld steht.
  - 1 stabiler Gleichgewichtspunkt
  - 1 labiler Gleichgewichtspunkt

## Geschichte der Entdeckung
Für die Mathematiker war es lange Zeit von Interesse, ob es einen konvexen Körper homogener Masse gibt, der weniger als vier Gleichgewichtspunkte hat. Als erster vermutete der Mathematiker Wladimir Igorewitsch Arnold das Vorhandensein solcher Körper.
Der Suche nach einem „homogenen Stehaufmännchen“ widmeten sich zwei ungarische Mathematiker, Gábor Domokos von der Technischen und Wirtschaftswissenschaftlichen Universität Budapest und Péter Várkonyi von der Universität Princeton.
Zuerst wurde der zweidimensionale Fall betrachtet. Den Mathematikern gelang es zu beweisen, dass jede ebene Figur mindestens zwei stabile Gleichgewichtspunkte und zwei instabile Gleichgewichtspunkte besitzt. Weitere Untersuchungen führten zu dreidimensionalen Körpern: zuerst theoretisch, später auch praktisch wurde die Möglichkeit der Existenz des gesuchten Körpers gezeigt.